# Szarvas (distrikt)
Szarvas är ett distrikt i Ungern. Det ligger i provinsen Békés, i den centrala delen av landet, 140 km sydost om huvudstaden Budapest.